# Rümlang
Rümlang (toponimo tedesco) è un comune svizzero di 8 026 abitanti del Canton Zurigo, nel distretto di Dielsdorf.

## Monumenti e luoghi d'interesse
- Chiesa riformata di San Pietro, attestata dal 952 e ricostruita nel XV-XVI secolo[1].

## Società

### Evoluzione demografica
L'evoluzione demografica è riportata nella seguente tabella:
Abitanti censiti

## Infrastrutture e trasporti
Rümlang è servito dall'omonima stazione sulla ferrovia Oerlikon-Bülach.

## Amministrazione
Ogni famiglia originaria del luogo fa parte del cosiddetto comune patriziale e ha la responsabilità della manutenzione di ogni bene ricadente all'interno dei confini del comune.